# Honda CM 400T
Honda CM 400T je motocykl kategorie chopper, vyvinutý firmou Honda, vyráběný v letech 1979–1983.
Řadový dvouválec má dva sací a jeden výfukový ventil. Stejný motor je použit i u CM 400A s dvoustupňovou automatickou převodovkou, customu CM 400C (vyráběného od roku 1981) a modelu CM 400E. Mnoho části motoru je stejných s řadou CB 400T. V roce 1982 byl zvýšen objem motoru na 447 cm³ a řada byla přejmenována na CM 450.

## Technické parametry
- Rám:
- Pohotovostní hmotnost: 184 kg
- Maximální rychlost: